# André Sá
André Rezende Sá (* 6. května 1977 v Belo Horizonte, Brazílie) je současný brazilský profesionální tenista. Během své kariéry vyhrál zatím 6 turnajů ATP ve čtyřhře.

## Finálové účasti na turnajích ATP (14)

### Čtyřhra - výhry (6)
| Legenda                                                       |
| ATP International Series Gold / ATP World Tour 500 Series (0) |
| ATP International Series / ATP World Tour 250 Series (6)      |

| Č. | Datum           | Turnaj                    | Povrch | Partner         | Soupeři ve finále                | Výsledek         |
| 1. | 30. září 2001   | Hongkong, Čína            | tvrdý  | Karsten Braasch | Petr Luxa Radek Štěpánek         | 6-0, 7-5         |
| 2. | 6. květen 2007  | Estoril, Portugalsko      | antuka | Marcelo Melo    | Martín García Sebastián Prieto   | 3-6, 6-2, 10-6   |
| 3. | 17. únor 2008   | Costa do Sauípe, Brazílie | antuka | Marcelo Melo    | Albert Montañés Santiago Ventura | 4-6, 6-2, 10-7   |
| 4. | 25. květen 2008 | Pörtschach, Rakousko      | antuka | Marcelo Melo    | Julian Knowle Jürgen Melzer      | 7-5, 6-73, 13-11 |
| 5. | 23. srpen 2008  | New Haven, USA            | tvrdý  | Marcelo Melo    | Mahesh Bhupathi Mark Knowles     | 7-5, 6-2         |
| 6. | 23. květen 2009 | Kitzbühel, Rakousko       | antuka | Marcelo Melo    | Andrei Pavel Horia Tecău         | 7-69, 6-2, 10-7  |

### Čtyřhra - prohry (8)
| Legenda                                                       |
| ATP International Series Gold / ATP World Tour 500 Series (0) |
| ATP International Series / ATP World Tour 250 Series (8)      |

| Č. | Datum             | Turnaj                    | Povrch | Partner          | Vítězové                       | Výsledek  |
| 1. | 15. únor 1998     | San José, USA             | tvrdý  | Nelson Aerts     | Todd Woodbridge Mark Woodforde | 6-1, 7-5  |
| 2. | 4. únor 2001      | Bogotá, Kolumbie          | antuka | Martin Rodriguez | Mariano Hood Sebastián Prieto  | 6-2, 6-4  |
| 3. | 15. červenec 2001 | Newport, USA              | tráva  | Glenn Weiner     | Bob Bryan Mike Bryan           | 6-3, 7-5  |
| 4. | 21. červenec 2002 | Amersfoort, Nizozemsko    | antuka | Alexandre Simoni | Jeff Coetzee Chris Haggard     | 7-61, 6-3 |
| 5. | 15. září 2002     | Costa do Sauípe, Brazílie | tvrdý  | Gustavo Kuerten  | Scott Humphries Mark Merklein  | 6-3, 7-61 |
| 6. | 20. červenec 2003 | Amersfoort, Nizozemsko    | antuka | Chris Haggard    | Devin Bowen Ashley Fisher      | 6-0, 6-4  |
| 7. | 15. červen 2008   | Londýn, V. Británie       | tráva  | Marcelo Melo     | Daniel Nestor Nenad Zimonjić   | 6-4, 7-63 |
| 8. | 1. březen 2009    | Delray Beach, USA         | tvrdý  | Marcelo Melo     | Bob Bryan Mike Bryan           | 6-4, 6-4  |

## Davisův Pohár
André Sá se zúčastnil 17 zápasů v Davis Cupu  za tým Brazílie s bilancí 4-4 ve dvouhře a 10-5 ve čtyřhře.

## Postavení na žebříčku ATP na konci sezóny

### Dvouhra
| Rok    | 1993  | 1994   | 1995   | 1996   | 1997   | 1998   | 1999   | 2000   | 2001  | 2002  | 2003   | 2004   | 2005   | 2006   | 2007   | 2008 |
| Pořadí | 1186. | ▲ 969. | ▲ 797. | ▲ 631. | ▲ 165. | ▲ 126. | ▲ 125. | ▲ 106. | ▲ 86. | ▲ 66. | ▼ 210. | ▲ 179. | ▼ 181. | ▬ 181. | ▼ 527. | ▼ -. |

### Čtyřhra
| Rok    | 1994  | 1995    | 1996   | 1997   | 1998   | 1999   | 2000   | 2001  | 2002  | 2003  | 2004  | 2005   | 2006  | 2007  | 2008  |
| Pořadí | 1164. | ▼ 1172. | ▲ 917. | ▲ 145. | ▲ 130. | ▼ 203. | ▼ 239. | ▲ 75. | ▲ 69. | ▼ 72. | ▲ 75. | ▼ 177. | ▲ 70. | ▲ 28. | ▲ 21. |